# Yum Dong-kyun
Yum Dong-kyun (en coréen : 염동균) est un boxeur sud-coréen né le 10 novembre 1950 à Okcheon.

## Carrière
Champion de Corée du Sud des super-coqs en 1971 puis champion d'Asie OPBF en 1974, il devient champion du monde WBC de la catégorie le 24 novembre 1976 en battant aux points Royal Kobayashi lors de leur second combat. Yum conserve sa ceinture IBF face à Jose Cervantes puis perd contre Wilfredo Gomez le 21 mai 1977. Il met un terme à sa carrière en 1980 sur un bilan de 54 victoires, 5 défaites et 7 matchs nuls.

## Référence
1. ↑  (en) 1976-11-24 Dong-Kyun Yum w pts 15 Royal Kobayashi, Changchung Gym, Seoul, South Korea - WBC (boxrec.com)